# Umtriebigkeit
Als umtriebig werden sehr betriebsame Menschen charakterisiert, die ihre Tätigkeiten außerdem mit Umsicht und Gerissenheit betreiben. Umtriebiges Verhalten stößt oft auf Vorbehalte, kann aber für Ehrenämter ein wichtiges Motiv sein. Das zugehörige Substantiv Umtriebigkeit gehört der gehobenen Umgangssprache an. Umtriebigkeit ist nicht mit ‚krankhafter Getriebenheit‘ zu verwechseln. Das trifft auch auf die soziale Umtriebigkeit zu.
Als Umtriebigkeit werden auch krankhafte Verhaltensweisen bezeichnet, die bei psychischen Störungen entstehen können. Die Betroffenen sind ruhelos, geschäftig, ohne eigentliche Handlungslinie, lassen sich treiben und werden von vielfältigen Reizen der Umwelt angeregt. Man spricht auch von dranghaftem Verhalten, welches im gerontopsychiatrischen Bereich zu den 20 häufigsten Auffälligkeiten und Störungen des Verhaltens infolge psychischer Erkrankung gezählt wird, dort als psychomotorische Unruhe beschrieben.